# 참나무속
참나무속(Quercus)은 식물, 특별히 상수리나무(Quercus acutissima)를 가리키기도 한다.
4 ~ 5월에 꽃이 피고 가을에 도토리가 열린다.
나무는 단단하고 유럽에서는 술통, 한국에서는 숯을 만드는 데에 쓰였다. 곤충들에게도 참나무는 유용한 식물이어서 참나무산누에나방은 애벌레 시기에 상수리나무나 참나무의 잎을 먹고 자라며, 담색긴꼬리부전나비는 애벌레 때에 떡갈나무 잎을 먹고 자란다. 바구미 중에도 참나무의 열매인 도토리를 먹이식물로 하는 종류가 있다. 장수풍뎅이와 사슴벌레류, 졸참나무하늘소, 꽃무지 종류들에게 참나무 목재는 애벌레의 먹이로서 중요하다.
500여종이 있으며, 그 가운데 한반도에서 자라는 것은 다음과 같다. 특히, 조선민주주의인민공화국에서는 갈참나무와 떡갈나무, 신갈나무, 졸참나무 등을 ‘가둑나무’라고 통틀어 말하기도 한다.

## 하위 종
- 갈참나무 (Quercus aliena)
- 굴참나무 (Quercus variabilis)
- 떡갈나무 (Quercus dentata)
- 종가시나무 (Quercus glauca)
- 물참나무 (Quercus x grosseserrata)
- 산떡갈나무 (Quercus mongolicodentata)
- 상수리나무 (Quercus acutissima)
- 신갈나무 (Quercus mongolica)
- 졸참나무 (Quercus serrata)
- 가시나무 (Quercus myrsinaefolia)
- 붉가시나무 (Quercus acuta)
- 개가시나무 (Quercus gilva)

그밖의 주요 종은 다음과 같다.
- 코르크나무 (Quercus suber)

## 문학 속의 참나무
| “ | … 수많은 나무 중 네가 참씨인 것은 단단한 성깔 아꼈다가 사람과 세상을 이어주는 손잡이가 되어주기 때문이다 … | ” |
|   | — 이정록. 〈참나무〉,《벌레의 집은 아늑하다》(문학동네, 1994)                                              |   |